# نیکلای تیمورازیان
نیکلای آلکساندری تیمورازیان (ارمنی: Նիկոլայ Ալեքսանդրի Թեյմուրազյան؛ زاده ۵ ژانویهٔ ۱۸۸۴ - درگذشته ۲۸ ژوئیهٔ ۱۹۶۰) رهبر ارکستر، موسیقی‌دان و آموزگار اهل ارمنستان بود.

## زندگی‌نامه
وی در در هیلیس در به دنیا آمد . وی در کتابخانه ملی ارمنستان فعالیت می‌کرد. وی همچنین برنده جوایزی همچون چهره هنری شایسته ارمنستان شوروی شد. وی در ۲۸ ژوئیهٔ ۱۹۶۰ در سن ۷۶ سالگی در ایروان درگذشت.